# Солодководненська сільська рада
| Солодководненська сільська рада — колишній орган місцевого самоврядування у Розівському районі Запорізької області з адміністративним центром у с. Солодководне. Сільській раді підпорядковані населені пункти: - с. Солодководне - с. Верхівка - с. Форойс - с. Запорізьке - с. Іванівка - с. Кобильне |

## Склад ради
Рада складається з 12 депутатів та голови.
Партійний склад ради: "Опозиційний блок" — 7 (58.33%), Самовисування — 4 (33.33%), "Сильна Україна" — 1 (8.33%).

### Керівний склад ради
| ПІБ                         | Основні відомості                                                | Дата обрання | Дата звільнення |
| --------------------------- | ---------------------------------------------------------------- | ------------ | --------------- |
| Вовк Людмила Петрівна       | Сільський голова, 1958 року народження, освіта, позапартійна     | 26.03.2006   | 31.10.2010      |
| Клименко Наталія Миколаївна | Сільський голова, 1963 року народження, освіта вища, безпартійна | 25.10.2015   |                 |

Примітка: таблиця складена за даними джерела